# امرالد لیک هیلز (کالیفرنیا)
امرالد لیک هیلز (به انگلیسی: Emerald Lake Hills) یک منطقهٔ مسکونی در ایالات متحده آمریکا است که در شهرستان سن ماتئو، کالیفرنیا واقع شده‌است. امرالد لیک هیلز ۳٫۱۱۵ کیلومتر مربع مساحت و ۴٬۲۷۸ نفر جمعیت دارد و ۱۵۸ متر بالاتر از سطح دریا واقع شده‌است.